# Superheroes
Superheroes is een nummer van de Ierse poprockband The Script en is geschreven door Danny O'Donoghue en Mark Sheehan. Het nummer kwam uit op 22 juli 2014 en staat op hun vierde studioalbum No Sound Without Silence. In de Ierse en Schotse hitlijsten behaalde het nummer de eerste plaats. "Superheroes" behaalde in de Vlaamse, Nederlandse, Engelse en Australische hitlijsten de top tien.
De muziekvideo werd uitgebracht op 4 augustus 2014 en is geregisseerd door Vaughan Arnell. De opnames vonden onder meer plaats in Zuid-Afrika.

## Tracklijst
| Nr. | Titel       | Duur  |
| --- | ----------- | ----- |
| 1.  | Superheroes | 04:04 |

| Nr. | Titel                                             | Duur  |
| --- | ------------------------------------------------- | ----- |
| 1.  | Superheroes                                       | 04:07 |
| 2.  | For the First Time (live vanuit Manchester Arena) | 05:59 |

## Hitnoteringen

### Nederlandse Top 40
| Hitnotering: 09-08-2014 t/m 17-01-2015 | Hitnotering: 09-08-2014 t/m 17-01-2015 | Hitnotering: 09-08-2014 t/m 17-01-2015 | Hitnotering: 09-08-2014 t/m 17-01-2015 | Hitnotering: 09-08-2014 t/m 17-01-2015 | Hitnotering: 09-08-2014 t/m 17-01-2015 | Hitnotering: 09-08-2014 t/m 17-01-2015 | Hitnotering: 09-08-2014 t/m 17-01-2015 | Hitnotering: 09-08-2014 t/m 17-01-2015 | Hitnotering: 09-08-2014 t/m 17-01-2015 | Hitnotering: 09-08-2014 t/m 17-01-2015 | Hitnotering: 09-08-2014 t/m 17-01-2015 | Hitnotering: 09-08-2014 t/m 17-01-2015 | Hitnotering: 09-08-2014 t/m 17-01-2015 | Hitnotering: 09-08-2014 t/m 17-01-2015 | Hitnotering: 09-08-2014 t/m 17-01-2015 | Hitnotering: 09-08-2014 t/m 17-01-2015 | Hitnotering: 09-08-2014 t/m 17-01-2015 | Hitnotering: 09-08-2014 t/m 17-01-2015 | Hitnotering: 09-08-2014 t/m 17-01-2015 | Hitnotering: 09-08-2014 t/m 17-01-2015 | Hitnotering: 09-08-2014 t/m 17-01-2015 | Hitnotering: 09-08-2014 t/m 17-01-2015 | Hitnotering: 09-08-2014 t/m 17-01-2015 | Hitnotering: 09-08-2014 t/m 17-01-2015 |
| Week:                                  | 1                                      | 2                                      | 3                                      | 4                                      | 5                                      | 6                                      | 7                                      | 8                                      | 9                                      | 10                                     | 11                                     | 12                                     | 13                                     | 14                                     | 15                                     | 16                                     | 17                                     | 18                                     | 19                                     | 20                                     | 21                                     | 22                                     | 23                                     |                                        |
| -------------------------------------- | -------------------------------------- | -------------------------------------- | -------------------------------------- | -------------------------------------- | -------------------------------------- | -------------------------------------- | -------------------------------------- | -------------------------------------- | -------------------------------------- | -------------------------------------- | -------------------------------------- | -------------------------------------- | -------------------------------------- | -------------------------------------- | -------------------------------------- | -------------------------------------- | -------------------------------------- | -------------------------------------- | -------------------------------------- | -------------------------------------- | -------------------------------------- | -------------------------------------- | -------------------------------------- | -------------------------------------- |
| Positie:                               | 24                                     | 20                                     | 16                                     | 14                                     | 12                                     | 10                                     | 7                                      | 5                                      | 4                                      | 4                                      | 5                                      | 4                                      | 4                                      | 4                                      | 7                                      | 9                                      | 9                                      | 9                                      | 10                                     | 14                                     | 27                                     | 29                                     | 37                                     | uit                                    |

### NederlandseSingle Top 100
| Hitnotering: 02-08-2014 t/m 11-04-2015 | Hitnotering: 02-08-2014 t/m 11-04-2015 | Hitnotering: 02-08-2014 t/m 11-04-2015 | Hitnotering: 02-08-2014 t/m 11-04-2015 | Hitnotering: 02-08-2014 t/m 11-04-2015 | Hitnotering: 02-08-2014 t/m 11-04-2015 | Hitnotering: 02-08-2014 t/m 11-04-2015 | Hitnotering: 02-08-2014 t/m 11-04-2015 | Hitnotering: 02-08-2014 t/m 11-04-2015 | Hitnotering: 02-08-2014 t/m 11-04-2015 | Hitnotering: 02-08-2014 t/m 11-04-2015 | Hitnotering: 02-08-2014 t/m 11-04-2015 | Hitnotering: 02-08-2014 t/m 11-04-2015 | Hitnotering: 02-08-2014 t/m 11-04-2015 | Hitnotering: 02-08-2014 t/m 11-04-2015 | Hitnotering: 02-08-2014 t/m 11-04-2015 | Hitnotering: 02-08-2014 t/m 11-04-2015 | Hitnotering: 02-08-2014 t/m 11-04-2015 | Hitnotering: 02-08-2014 t/m 11-04-2015 | Hitnotering: 02-08-2014 t/m 11-04-2015 | Hitnotering: 02-08-2014 t/m 11-04-2015 |
| Week:                                  | 1                                      | 2                                      | 3                                      | 4                                      | 5                                      | 6                                      | 7                                      | 8                                      | 9                                      | 10                                     | 11                                     | 12                                     | 13                                     | 14                                     | 15                                     | 16                                     | 17                                     | 18                                     | 19                                     | 20                                     |
| -------------------------------------- | -------------------------------------- | -------------------------------------- | -------------------------------------- | -------------------------------------- | -------------------------------------- | -------------------------------------- | -------------------------------------- | -------------------------------------- | -------------------------------------- | -------------------------------------- | -------------------------------------- | -------------------------------------- | -------------------------------------- | -------------------------------------- | -------------------------------------- | -------------------------------------- | -------------------------------------- | -------------------------------------- | -------------------------------------- | -------------------------------------- |
| Positie:                               | 47                                     | 43                                     | 37                                     | 27                                     | 25                                     | 19                                     | 13                                     | 11                                     | 10                                     | 11                                     | 12                                     | 12                                     | 16                                     | 16                                     | 15                                     | 18                                     | 22                                     | 26                                     | 29                                     | 19                                     |
| Week:                                  | 21                                     | 22                                     | 23                                     | 24                                     | 25                                     | 26                                     | 27                                     | 28                                     | 29                                     | 30                                     | 31                                     | 32                                     | 33                                     | 34                                     | 35                                     | 36                                     | 37                                     |                                        |                                        |                                        |
| Positie:                               | 32                                     | 35                                     | 38                                     | 33                                     | 37                                     | 39                                     | 42                                     | 45                                     | 55                                     | 54                                     | 53                                     | 54                                     | 84                                     | 86                                     | 80                                     | 95                                     | 99                                     | uit                                    |                                        |                                        |

### NPO Radio 2 Top 2000
| Nummer met noteringen in de NPO Radio 2 Top 2000 | '14  | '15 | '16  | '17  | '18  | '19  | '20  |
| ------------------------------------------------ | ---- | --- | ---- | ---- | ---- | ---- | ---- |
| Superheroes                                      | 1224 | 806 | 1442 | 1734 | 1506 | 1577 | 1935 |

1. ↑  Een vetgedrukt getal geeft de hoogste notering aan.
2. ↑  2014 was het eerste jaar met een notering voor dit nummer.
3. ↑  Deze tabel is bijgewerkt tot en met de laatste editie (2024).

## Releasedata
| Land                | Releasedatum     | Formaat        | Label    |
| ------------------- | ---------------- | -------------- | -------- |
| Australië           | 22 juli          | muziekdownload | Columbia |
| Frankrijk           | 22 juli          | muziekdownload | Columbia |
| Verenigde Staten    | 28 juli 2014     | muziekdownload | Columbia |
| Ierland             | 29 augustus 2014 | muziekdownload | Columbia |
| Verenigd Koninkrijk | 31 augustus 2014 | muziekdownload | Columbia |